# St. Josef (Kühlsen)

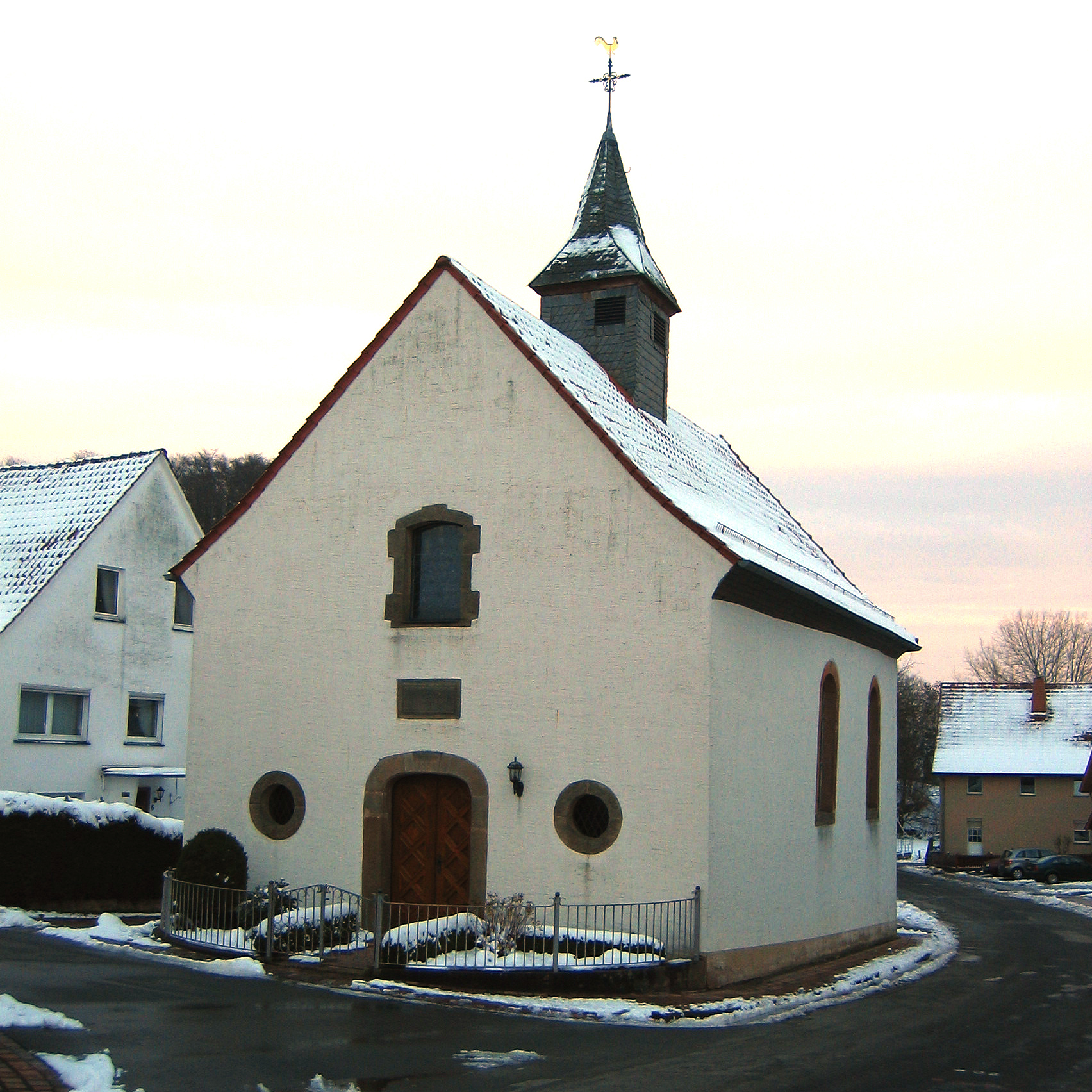
Josefs-Kapelle

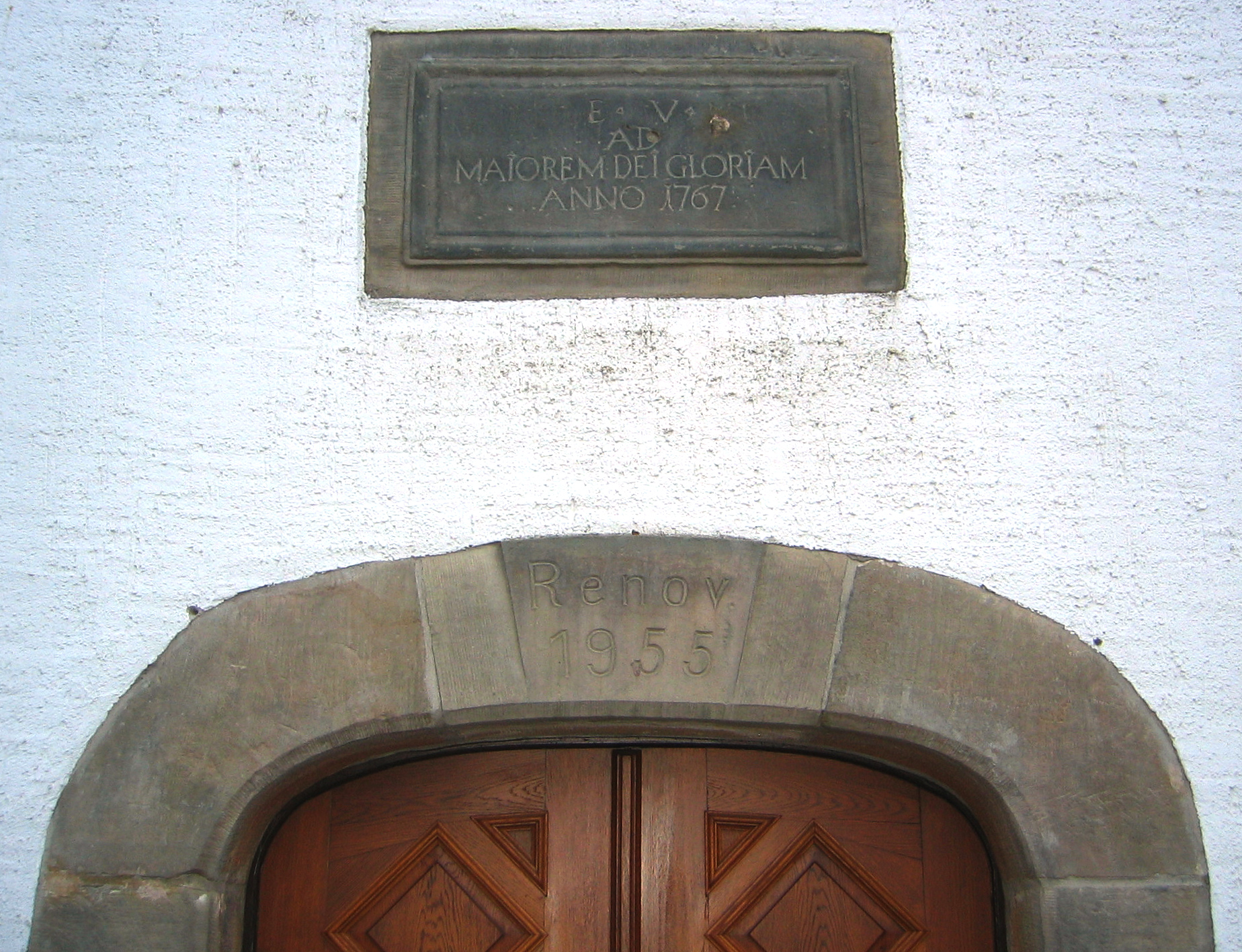
Eingang mit Jahreszahlen

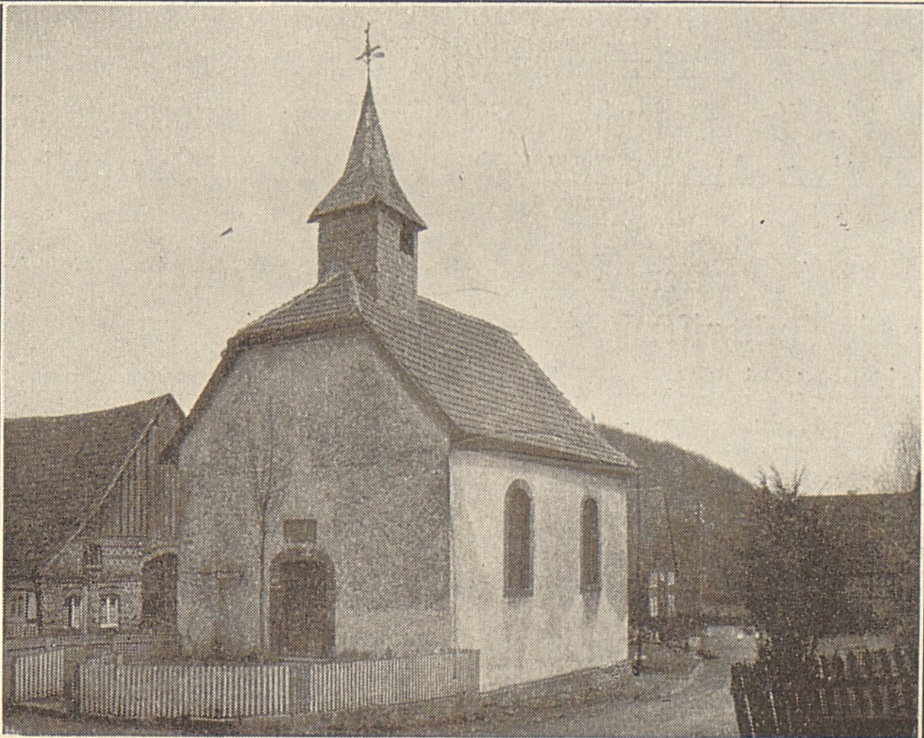
Kapelle um 1931

Die katholische Kapelle St. Josef ist ein denkmalgeschütztes Kirchengebäude in Kühlsen, einem Ortsteil von Bad Driburg im Kreis Höxter in Nordrhein-Westfalen (Deutschland).

## Geschichte und Architektur
Die Vorgängerkirche wurde bei einem Sturm im Jahr 1766 zerstört. Die heutige Kapelle ist eine dreiseitig geschlossene einschiffige Saalkirche mit einem Tonnengewölbe. Auf dem Dach befindet sich ein Dachreiter. Sie ist über dem Portal mit den Jahreszahlen 1767 (Erbauungsjahr) und der Inschrift „E V [ = Ex voto] AD MAIOREM DEI GLORIAM. ANNO 1767“ und mit der Jahreszahl „Renov. 1955“ im Schlussstein des Portalbogens bezeichnet. Die Dachkonstruktion schob sich 1955 immer weiter auseinander. Es bestand die Gefahr, dass die Seitenwände einstürzten. Um die Dachbalken wurde ein Ringanker gelegt, und durch den Anbau der Orgelbühne wurde die Kapelle erweitert. 2006 wurden neue Bänke aufgestellt, die Kreuzwegstationen und der Altar restauriert. Der Boden wurde abgeschliffen und lackiert.

## Ausstattung
- Kleine thronende Muttergottes aus Holz, sie ist um 1250 in Westfalen entstanden. Krone und Szepter sind nachträglich beigefügt und wurden im 19. Jahrhundert neu gefasst.
- Glocke im Türmchen mit der Aufschrift Claudy Fremy me fecit. Amstelodami Anno Domini 1691.
- Vesperbild aus Holz vom Anfang des 16. Jahrhunderts[1][2]